# Lili Marleen (Amanda Lear)
Lili Marleen è il dodicesimo singolo della cantante francese Amanda Lear, pubblicato nel 1978 come primo estratto dal suo terzo album Never Trust a Pretty Face.

## Descrizione
Amanda Lear registra una versione disco music della canzone tedesca Lili Marleen nel 1978 e la pubblica inizialmente come lato B del singolo Gold e quindi come singolo a sé stante. L'edizione pubblicata nello Zimbabwe e in Sudafrica del singolo riporta sul lato B il brano Pretty Boys, già pubblicato come b side in alcune edizioni dei singoli Tomorrow e Blue Tango. Un'edizione argentina riporta come lato B il brano Soñador (Sur Pacifico) (Dreamer (South Pacific)), anch'esso contenuto nell'album Never Trust a Pretty Face, mentre un'edizione tedesca esce con la sola traccia Lili Marleen pubblicata su un solo lato.
La versione in tedesco e inglese della canzone appare successivamente nel suo terzo album in studio Never Trust a Pretty Face. L'edizione francese dell'album include invece una versione cantata in tedesco e francese del brano. Amanda Lear canta inoltre il brano Lili Marleen nel film italiano Zio Adolfo in arte Führer, nel quale appare in una piccola parte.
La Lear riregistra successivamente la canzone per i suoi album Cadavrexquis (1993) e Heart (2001), la seconda versione con testi aggiornati, scritti da Norbert Schultze, poco prima della sua morte.

## Tracce
7" Ariola (1978), Sudafrica, Zimbabwe
1. Lili Marleen – 4:45 (testo: Tommie Connor (inglese), Hans Leip (tedesco), Henri Lemarchand (francese) – musica: Norbert Schultze)
2. Pretty Boys – 2:55

Durata totale: 7:40
7" Ariola (1978), Germania
1. Lili Marleen (testo: Tommie Connor (inglese), Hans Leip (tedesco), Henri Lemarchand (francese) – musica: Norbert Schultze)

7" Ariola (1978), Argentina
1. Lili Marleen – 4:45 (testo: Tommie Connor (inglese), Hans Leip (tedesco), Henri Lemarchand (francese) – musica: Norbert Schultze)
2. Soñador (Sur Pacifico) (Dreamer (South Pacific)) – 5:15

Durata totale: 10:00

## Crediti
- Amanda Lear - voce

### Classifiche
| Classifica (1979) | Posizione |
| ----------------- | --------- |
| Francia           | 34        |
| Italia            | 12        |